# Тарасенко, Василий Ефимович

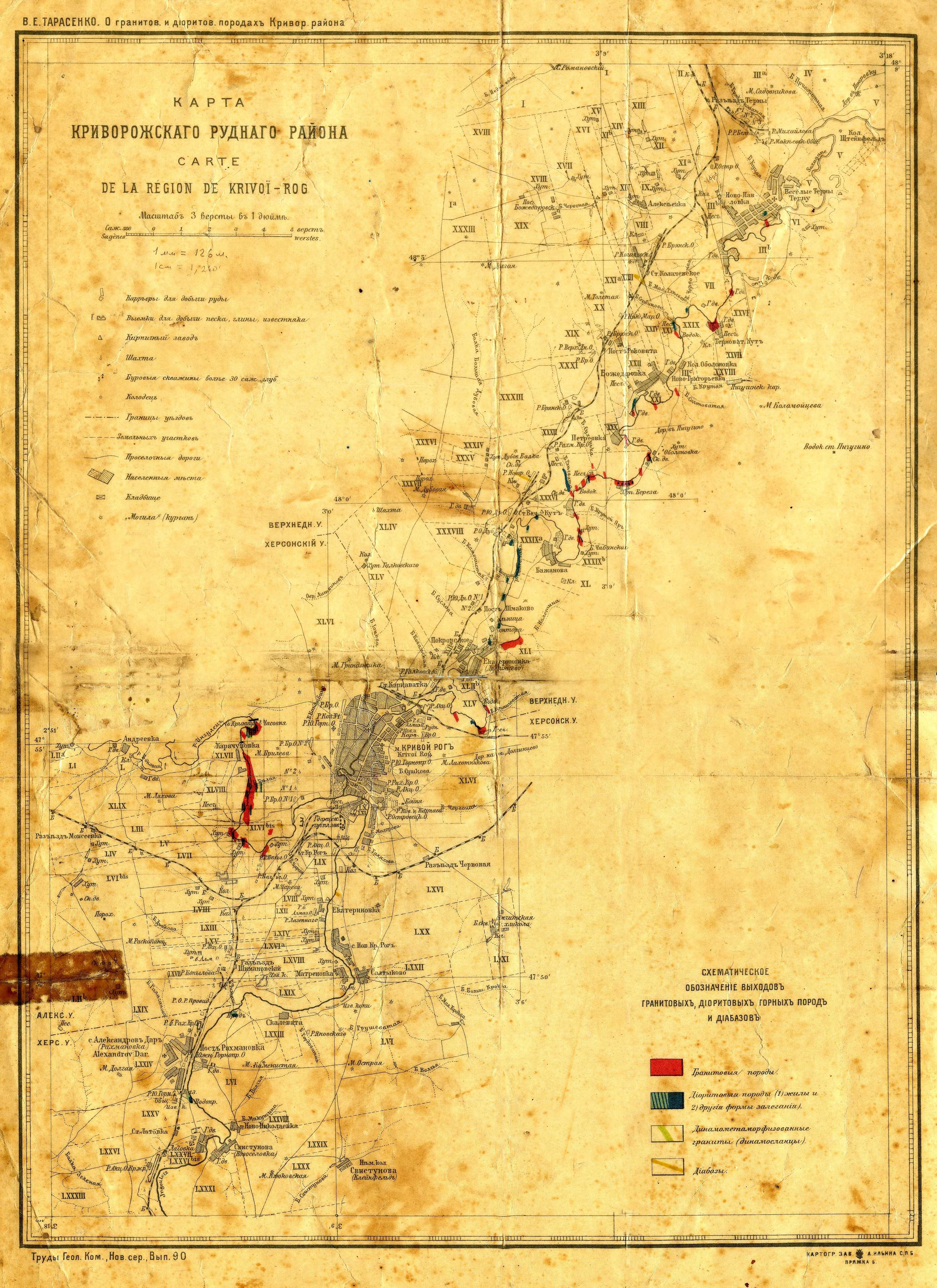
Тарасенко В. Е. Карта Криворожского рудного района. 1914 год

Тарасенко Василий Ефимович (7 [19] марта 1859, Одесса, Херсонская губерния — 25 июля 1926, Воронеж) — российский и советский геолог, педагог.

## Биография
Родился 7 (19) марта 1859 года в городе Одесса. 
В 1884 году окончил Императорский университет Святого Владимира, в котором потом преподавал до 1903 года. Позже профессор Юрьевского (ныне Тартуского) университета, с 1918 года — профессор Воронежского университета.
Умер 25 июля 1926 года в Воронеже.

## Научная деятельность
Главным образом изучал кристаллические породы Украинского щита. В 1914 году исследовал гранитные и диоритовые породы Криворожского железорудного бассейна, участвовал в геологических съёмках Кривбасса. 
Доказал, что некоторые граниты по возрасту меньше, чем кристаллические сланцы, чему посвятил научную работу в 1914 году. Отслеживал эволюцию метаморфических пород. Впервые применил методы микроскопических исследований и детального химического анализа горных пород.